# Bevara Sverige Svenskt

Logo der BSS-Zeitschrift Patrioten (1985)

Bevara Sverige Svenskt (BSS, dt. etwa „Schweden soll schwedisch bleiben“) war eine rassistische Bewegung in Schweden. Sie wurde im August 1979 gegründet und ging 1986 in der neugegründeten Sverigepartiet („Schwedenpartei“) auf, aus der wiederum gut ein Jahr später die Sverigedemokraterna („Schwedendemokraten“) entstanden.

## Geschichte
Die Bewegung entstand in Stockholm als loser Zusammenschluss von schwedischen Männern und Frauen, die zuvor teilweise Mitglieder in faschistischen oder nationalsozialistischen Organisationen gewesen waren oder zumindest zu diesen in Kontakt gestanden hatten. Sie versuchten, die Bewegung auf ein breiteres Fundament zu stellen und auch Bevölkerungsteile zu erreichen, die der sich etablierenden Neonazi-Szene in Schweden fernstanden. Ihre Strategie bestand unter anderem darin, belastete Symbole wie das Hakenkreuz oder eine dezidiert nazistische Wortwahl zu vermeiden. Zum Hauptanliegen erhoben sie die Bekämpfung der liberalen Einwanderungs- und Asylpolitik.
Anfangs war die Gruppe nur locker organisiert und verfügte über keinen Vorstand. Erster (und einziger) formeller Vorsitzender wurde 1983 der Ingenieur Sven Davidsson (geb. 1931), der schon in den sechziger Jahren der Nysvenska Rörelsen („Neuschwedische Bewegung“), einer nationalsozialistischen Organisation, angehört hatte. Den Anstoß zur Gründung von Bevara Sverige Svenskt hatte wahrscheinlich Leif Zeilon gegeben, der sich während des Vietnamkrieges in der antikommunistischen Demokratisk Allians und später auch in der nationalsozialistischen Organisation Nordiska Rikspartiet („Nordische Reichspartei“) engagiert hatte. 1977 hielt er sich für längere Zeit im damaligen Rhodesien auf, wo er Präsident Ian Smith unterstützte, der sich für die Vorherrschaft der weißen Minderheit im Land einsetzte. Zeilon operierte, wie viele andere BSS-Funktionäre, mit einer Reihe von Decknamen und Pseudonymen (z. B. Leif Ericsson, in Anspielung an den isländischen Wikinger und Entdecker) und bestritt, vor seiner BSS-Zeit politisch aktiv gewesen zu sein. Als weiteres führendes Mitglied von BSS galt der finnlandschwedische Schriftsetzer Nils Mandell, der unter anderem Kontakt zu Skinheads hielt.
Zu den ersten BSS-Aktionen gehörte das Verteilen von Flugblättern in der Innenstadt Stockholms. In parallel versandten Briefen an die zuständige Ministerin Karin Andersson forderte die Organisation die schwedische Regierung auf, die „jetzige, wahnsinnige Einwanderungspolitik“ zu beenden. Am 23. Februar 1980 traten einzelne Aktivisten, unter ihnen Leif Zeilon, erstmals mit einem Informationsstand auf. Als Ort war die Fußgängerzone von Södertälje ausgewählt worden, einer Stadt mit hohem Einwandereranteil. Die BSS-Anhänger wurden dabei von aufgebrachten Passanten vertrieben. Der Bekanntheitsgrad von Bevara Sverige Svenskt stieg im Laufe des Jahres jedoch so sehr an, dass am 8. Dezember 1980 eine TV-Sendung über die Bewegung im schwedischen Fernsehen ausgestrahlt wurde, die zur Folge hatte, dass Leif Zeilon seinen Arbeitsplatz beim gewerkschaftsnahen Bauunternehmen BPA verlor.
1982 begann die Organisation eine Zeitschrift herauszugeben, die zunächst den Namen BSS-nytt (etwa: „BSS-Neuigkeiten“) trug und 1984 in Patrioten (Der Patriot) umgetauft wurde. Um die politische Meinungsbildung in Schweden in ihrem Sinne beeinflussen zu können, wurde nun auch versucht, existierende Parteien wie die Nya Partiet (Neue Partei; eine kurzlebige Organisation unzufriedener Sozialdemokraten) ideologisch zu unterwandern, was jedoch misslang. Die BSS-Führung entschloss sich deshalb, selbst als Partei aktiv zu werden. Damit die sorgsam geheim gehaltene Identität der führenden Funktionäre nicht bekannt wurde, wurde eigens die Nationaldemokratiska Partiet (Nationaldemokratische Partei; NDP) gegründet, die 1982 und 1985 an der Wahl zum Schwedischen Reichstag teilnahm, allerdings ohne Erfolg. In der NDP fanden unter anderem rechtsgerichtete Skinheads eine politische Heimat, die jährlich vor der sowjetischen Botschaft in Stockholm die Freilassung von Hitlers ehemaligem Stellvertreter Rudolf Heß forderten.
Mitte der achtziger Jahre hatte Bevara Sverige Svenskt knapp 1000 Mitglieder, von denen die meisten sehr jung waren. Sie wohnten größtenteils in Stockholm; lokale Gruppen entstanden aber auch in Södertälje, Göteborg, Malmö, Nyköping, Gävle, Karlskoga und Mariestad. Im November 1986 beschloss die BSS-Leitung, mit der kleineren Protestpartei Framstegspartiet (Fortschrittspartei) zu fusionieren. Auf diese Weise kam die neue Sverigepartiet („Schwedenpartei“) zustande, die im Februar 1988 in den Sverigedemokraterna (Schwedendemokraten; SD) aufging. Dem ersten Vorstand von SD gehörte Sven Davidsson an, während Leif Zeilon, der nun verstärkt neuheidnische Positionen vertrat, ebenfalls eine wichtige Rolle spielte.

## Politische Aussagen
Nach dem Selbstverständnis der BSS-Initiatoren sollte die Bewegung als „Embryo“ einer noch zu bildenden nationalen Front fungieren. Vorbild war dabei die britische National Front, mit der Bevara Sverige Svenskt eng kooperierte. Obwohl die Organisation auch für das schwedische Bürgertum attraktiv sein wollte, war die Rhetorik ihrer Beiträge teilweise von Übertreibungen und eindeutig rassistischen Aussagen gekennzeichnet. In einem Flugblatt aus dem Jahr 1980 hieß es beispielsweise:

„Mit jedem Jahr verringert sich die Zahl der Schweden. In vier Jahren gibt es kein Schweden der Schweden mehr. Die Einwanderer und ihre Nachkommenschaft werden Schweden vollständig okkupiert haben. Vielleicht mit einem Türken als Diktator und einem Neger als Außenminister. Das Volk wird dann ein schokoladenbraunes Mischvolk sein, das nicht mehr Schwedisch spricht, sondern verschiedene Sprachen munter durcheinander.“

Auf die Frage, ob er sich als Rassist begreife, antwortete der BSS-Vorsitzende Sven Davidsson:

„Ja, im positiven Sinne des Wortes. Ich trete dafür ein, dass sich die Rassen separat entwickeln, jeweils nach ihren eigenen Voraussetzungen.“

In den Zeitschriften der Organisation wurden immer wieder auch rassistische Cartoons abgedruckt, so z. B. eine Zeichnung, in der ein schwarzer Mann eine blonde Schwedin so mit einer Pistole bedroht, dass sie ihre Handtasche verliert. Unterschrieben ist die Zeichnung mit den Worten: „Neger bedroht seine Opfer.“ Der Patriot enthielt außerdem Annoncen für britische Zeitschriften des faschistischen Spektrums wie Nationalism Today oder The Scorpion sowie wohlwollende Rezensionen von Büchern britischer National-Front-Politiker. Bevara Sverige Svenskt vertrieb darüber hinaus die rassistische Zeitung South African Patriot, in der sich gelegentlich auch Leif Zeilon zu Wort meldete und das System der Apartheid in Südafrika verteidigte.
Enge Kontakte hatten BSS-Funktionäre auch zur rassistischen Lokalradio-Initiative Öppet Forum („Offenes Forum“) in Stockholm, die vom Taxifahrer Rolf Pettersson ins Leben gerufen worden war. Für einzelne seiner Äußerungen, z. B. über das Volk in Mosambik („Die sind so wahnsinnig faul da unten, dass sie nicht arbeiten wollen, sie tanzen nur ganze Nächte und Tage hindurch“), wurde Pettersson wegen Volksverhetzung verurteilt. Dennoch vertrieb Bevara Sverige Svenskt Audio-Kassetten mit sowohl den „besten“ als auch den „schlimmsten“ Radiobeiträgen von Pettersson. Ebenfalls ein gerichtliches Nachspiel hatten Äußerungen von Lars Kärnestam, der selbst BSS-Mitglied war: „Sobald ein Ausländer kommt, passt nur auf; sie können lebensgefährlich sein, seid nur vorsichtig, Ihr könnt Euch mit AIDS infizieren […] Greift zu Kanonen, Pfeil und Bogen und Armbrust – so wie wir es damals im Dala-Aufstand [von 1743] taten…“ Kärnestam engagierte sich später ebenfalls bei den Schwedendemokraten.
Die Schwedendemokraten verwendeten den Slogan Bevara Sverige Svenskt (also etwa „Schweden soll schwedisch bleiben“) noch bis mindestens 2004 in Schlagzeilen der parteieigenen Publikation SD-Kuriren sowie auf Werbematerial wie Aufnähern und Aufklebern.